# Honigstrauchgewächse
Die Honigstrauchgewächse (Melianthaceae) sind eine Pflanzenfamilie innerhalb der Ordnung der Storchschnabelartigen (Geraniales). Die Arten sind ausschließlich im tropischen bis subtropischen Afrika beheimatet.

## Beschreibung

### Vegetative Merkmale
Es sind meist kleine Bäume, seltener Sträucher oder ausdauernde krautige Pflanzen. Die wechselständigen, gestielten Laubblätter sind einfach oder gefiedert. Die Blattränder sind gesägt oder ungezähnt. Die Stomata sind anomocytisch. Bei Greyia sind die Blattscheiden mit dem Zweig verwachsen. Die zwei großen, gezähnten Nebenblätter je Blatt sind oft verwachsen.

### Generative Merkmale

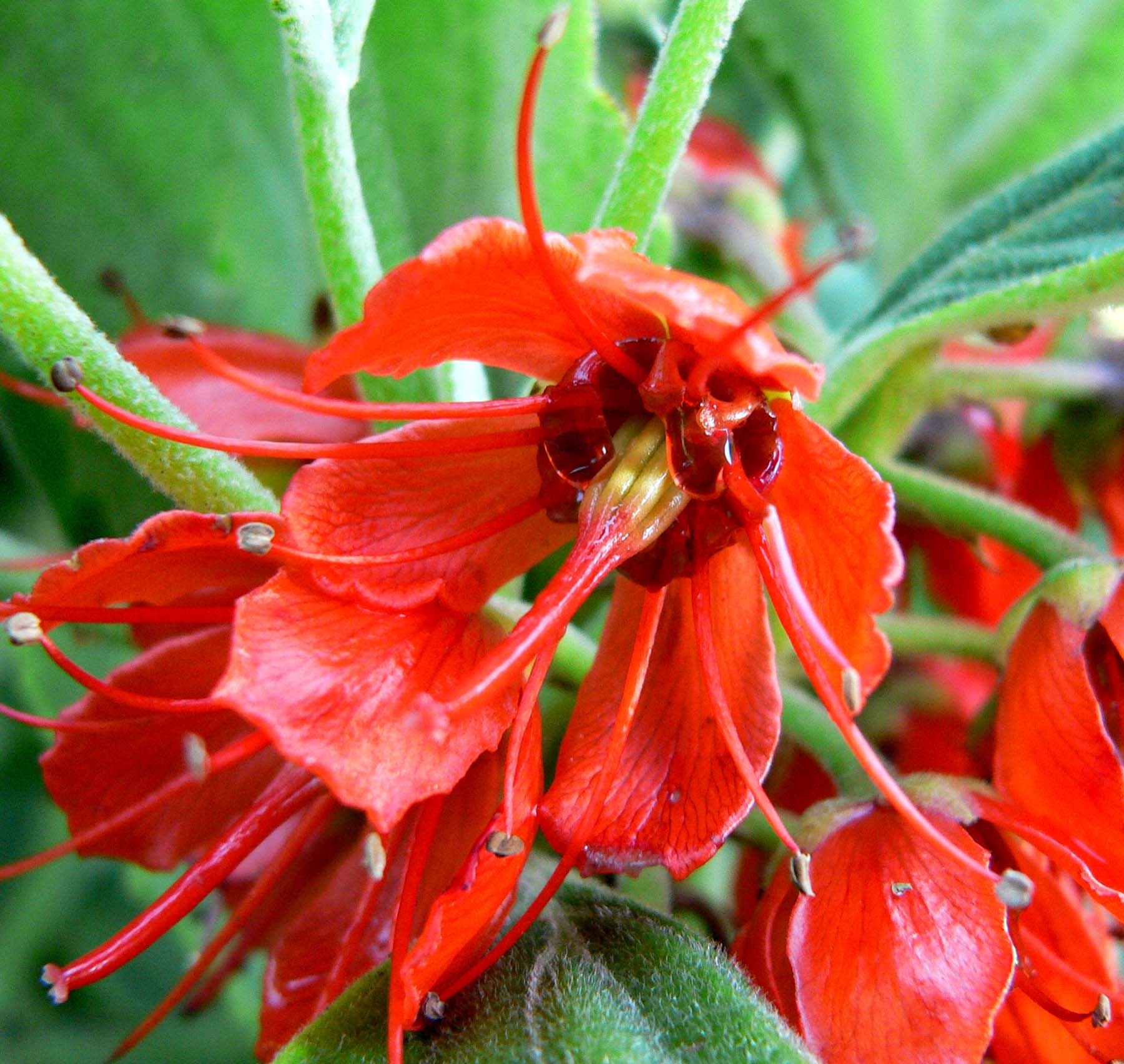
Blüte von Greyia radlkoferi

In endständigen, traubigen Blütenständen stehen die Blüten zusammen. Bei Bersama und Melianthus sind Blüten durch Drehung des Blütenstieles resupinat. Die relativ großen, meist zwittrigen Blüten sind mehr oder weniger stark zygomorph, fünfzählig mit doppeltem Perianth. Die fünf Kelchblätter sind alle frei voneinander oder zwei davon sind verwachsen; es kann bei Melianthus ein Anhängsel oder Sporn an der Basis vorhanden sein. Es sind vier bis fünf (bis sechs) freie, genagelte Kronblätter vorhanden. Es ist nur ein Kreis mit vier oder fünf fertilen Staubblättern (selten zwei Kreise mit insgesamt acht bis zehn Staubblättern) vorhanden; sie sind nicht mit den Kronblättern verwachsen, können aber untereinander an ihrer Basis verwachsen sein. Die dreizelligen Pollenkörner besitzen drei Aperturen und sind colporat. Die Nektarproduktion erfolgt in einem Diskus mit einzelnen oder verbundenen Nektardrüsen. Die meist vier oder fünf (drei bis sieben) Fruchtblätter sind zu einem oberständigen, vier- bis fünfkammerigen Fruchtknoten verwachsen. Bei Bersama ist je Fruchtknotenkammer nur eine anatrope, bitegmische, crassinucellate Samenanlage vorhanden, bei Melianthus sind es zwei bis fünf je Fruchtknotenkammer; sie sind hängend bis horizontal. In einer Vertiefung des Fruchtknotens steht ein Griffel.
Greyia und viele Melianthus-Arten werden von Vögeln bestäubt.
Es werden lokulizidale Kapselfrüchte mit papierartiger oder holziger Wand gebildet. Sie öffnen sich bei Reife nur an ihrer Spitze. Die meist ölhaltigen Samen enthalten viel Endosperm, mit oder ohne Stärke. Der kleine, chlorophyllhaltige, gerade Embryo ist gut entwickelt.

### Inhaltsstoffe und Chromosomenzahlen
Es sind Calciumoxalat-Kristalle vorhanden. Es kann Stärke vorhanden sein. Es ist Quercetin und Ellagsäure vorhanden.
Die Chromosomenzahl beträgt n = 18 oder 19.

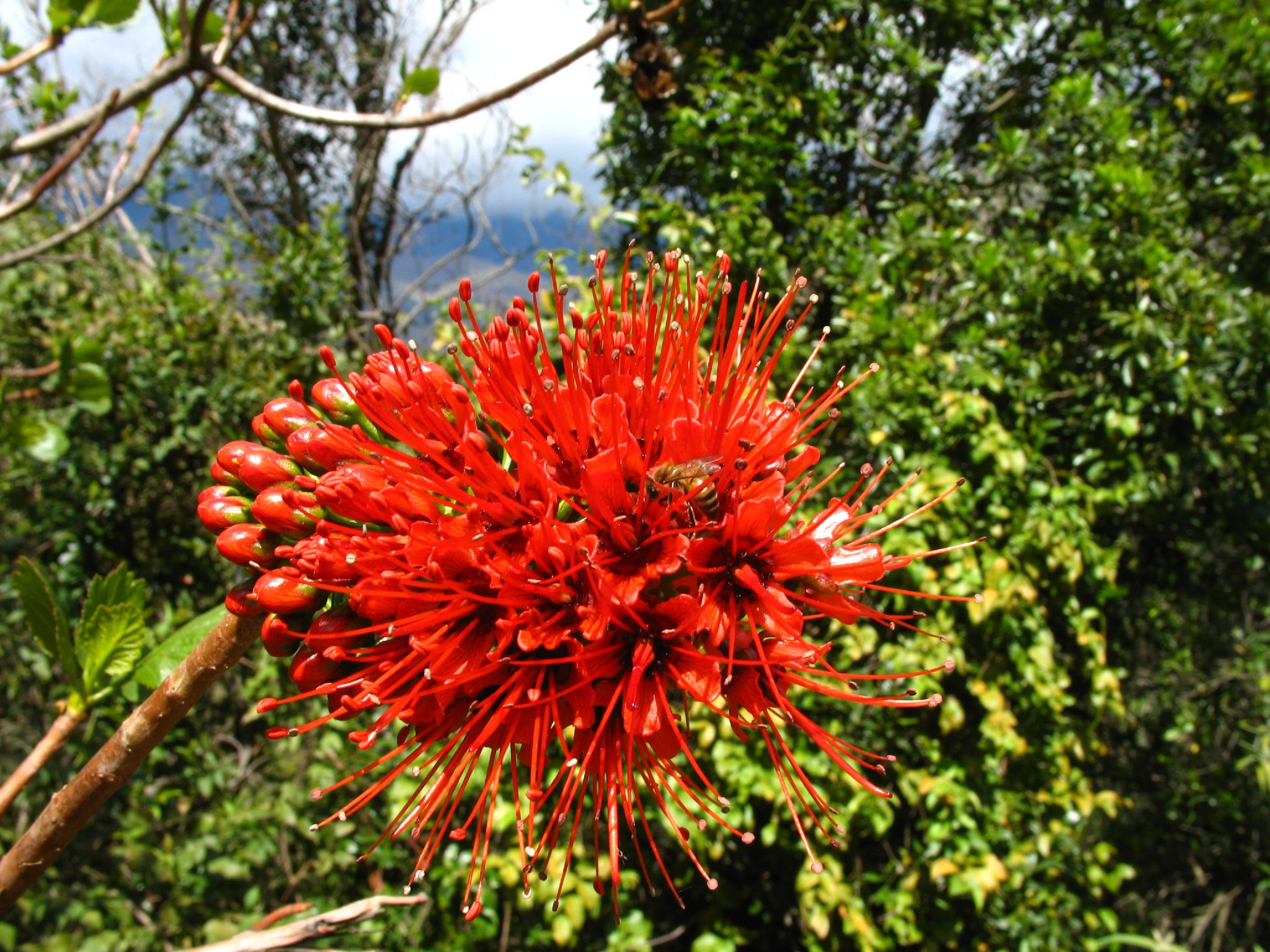
Blütenstand von Greyia sutherlandii

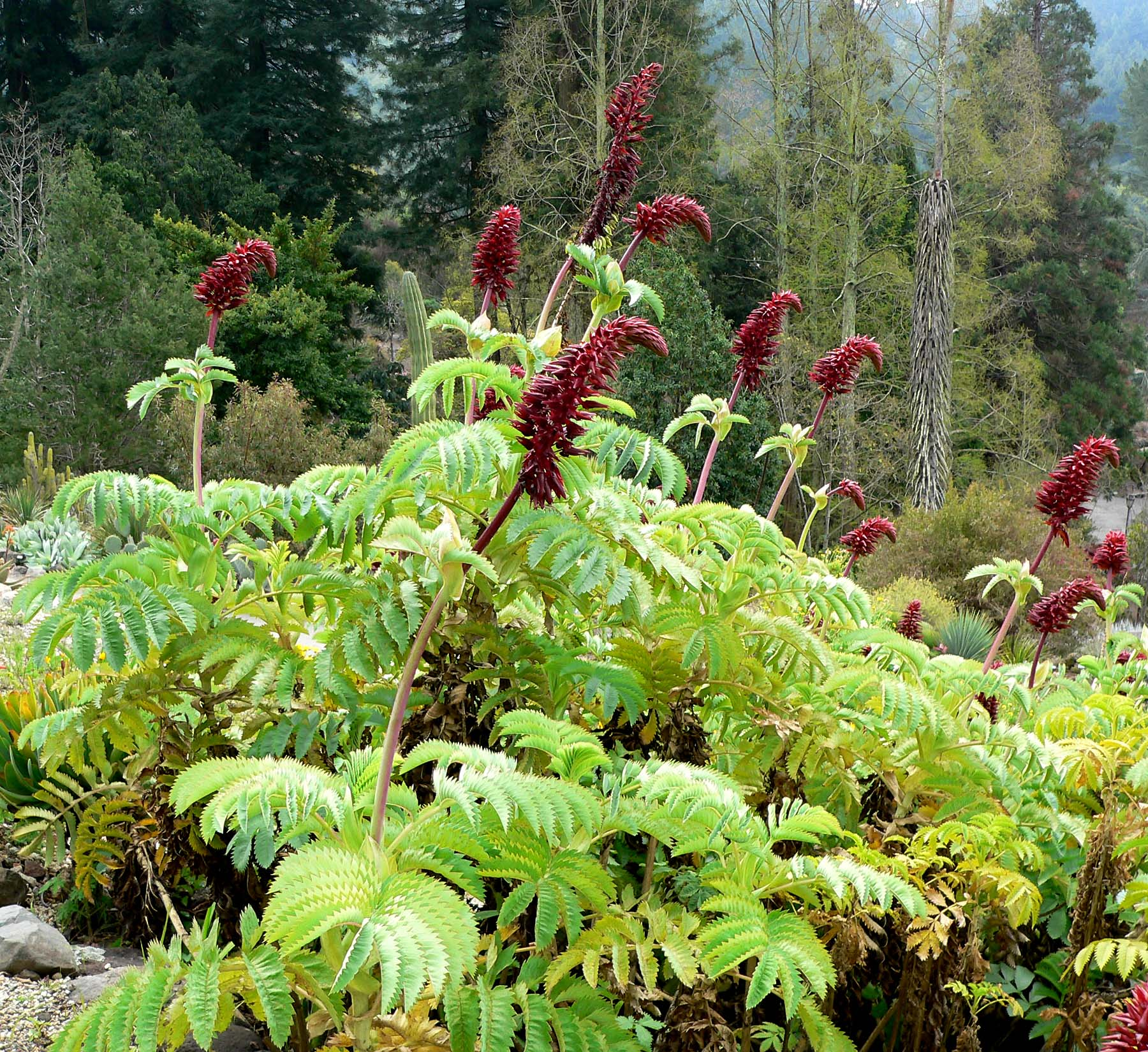
Melianthus major, Habitus

## Systematik
In der Familie Melianthaceae wurden bisher nur drei Gattungen mit etwa elf bis fünfzehn Arten geführt:
- Bersama Fresen., mit zwei bis vier Arten:     
  - Bersama abyssinica Fresen.; Heimat: Südostafrika
  - Bersama engleriana Gürke (wird auch als Unterart subsp. paullinioides (Planch.) Verdc. = subsp. engleriana (Gürke) F. White zu Bersama abyssinica gestellt); Heimat: Mosambik, Simbabwe
  - Bersama swynnertonii Baker f.; Heimat: Südostafrika
  - Bersama usambarica Gürke

- Flaschenbürsten (Greyia Hook. & Harv.), bei manchen Autoren eine eigene Familie Greyiaceae Hutch., mit drei Arten:
  - Greyia flanaganii Bolus; Heimat: Südafrika
  - Transvaal-Flaschenbürste (Greyia radlkoferi Szyszyl.); Heimat: östliches Südafrika
  - Greyia sutherlandii Hook. & Harv.; Heimat: östliches Südafrika

- Honigsträucher (Melianthus L.), Arten (Auswahl):
  - Melianthus comosus Vahl (Syn.: Melianthus minor L.)
  - Melianthus elongatusWijnands (Syn.: Melianthus minor auct.)
  - Honigstrauch (Melianthus major L.)

Nach APG III kommen noch die Taxa der bisherigen Familie Francoaceae hinzu:
- Francoa Cav.: Mit der einzigen Art (manchmal werden zwei bis drei Arten angegeben):
  - Francoa sonchifolia (Willd.) Cav. (Syn.: Panke sonchifolia Willd.): Sie ist formenreich und gedeiht in den Bergen Zentralchiles. Sie wird Gänsedistelblättrige Francoa oder selten Brautkranz genannt und gelegentlich als Zierpflanze verwendet.
- Tetilla DC.: Mit der einzigen Art:
  - Tetilla hydrocotylifolia DC.: Sie gedeiht im südlichen Chile.

## Nutzung
Über eine Nutzung durch den Menschen ist nicht viel bekannt. Die Blüten von Melianthus minor und Melianthus major werden auf Grund ihres hohen Gehaltes an Nektar gesammelt und gegessen. Die medizinischen Wirkung von Melianthus major wurden untersucht. Aus den Blüten von Melianthus major wird ein Farbstoff gewonnen.
Wenige Arten werden als Zierpflanzen genutzt.

## Bilder
Melianthus major:

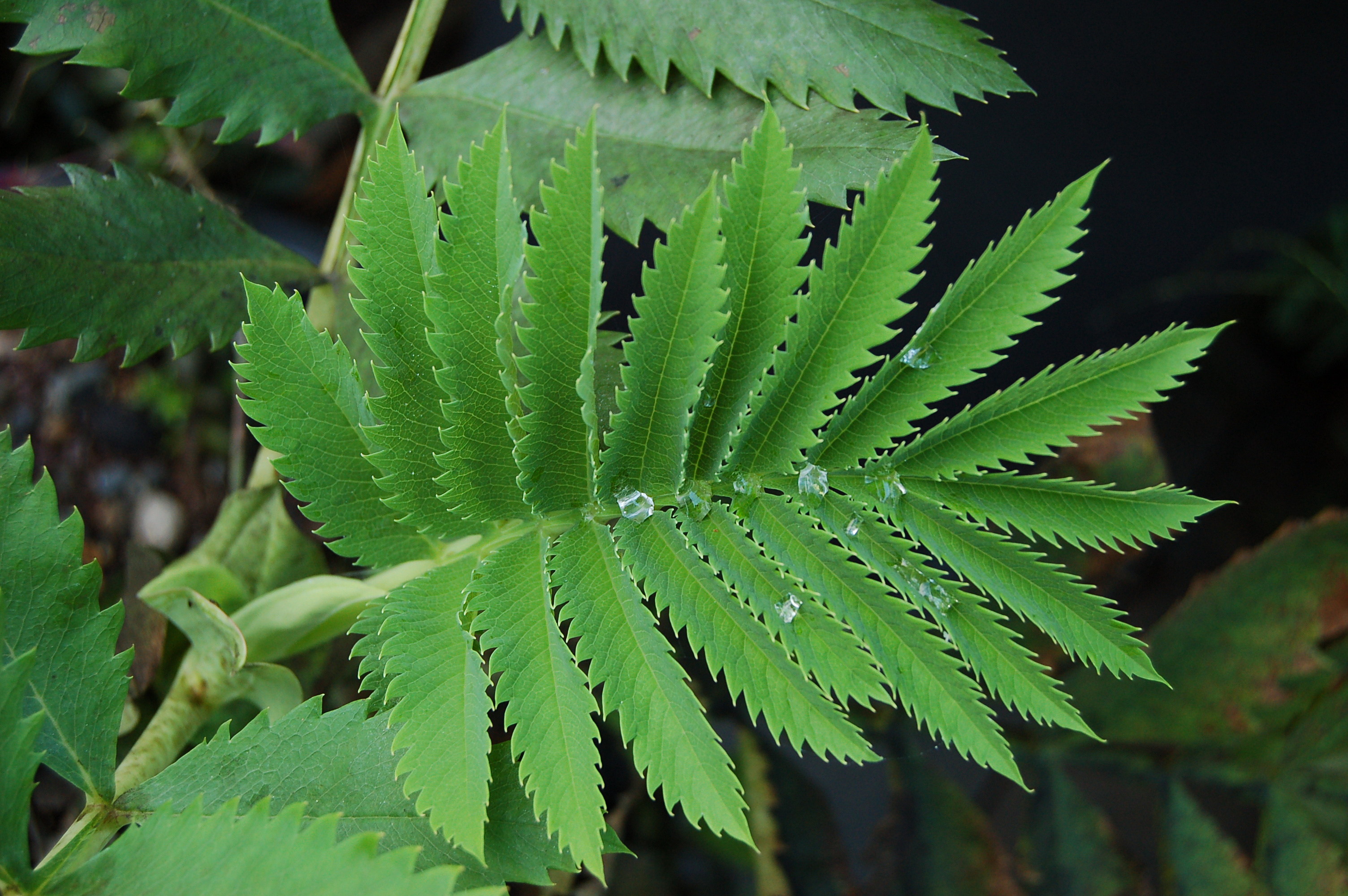
Gefiedertes Blatt
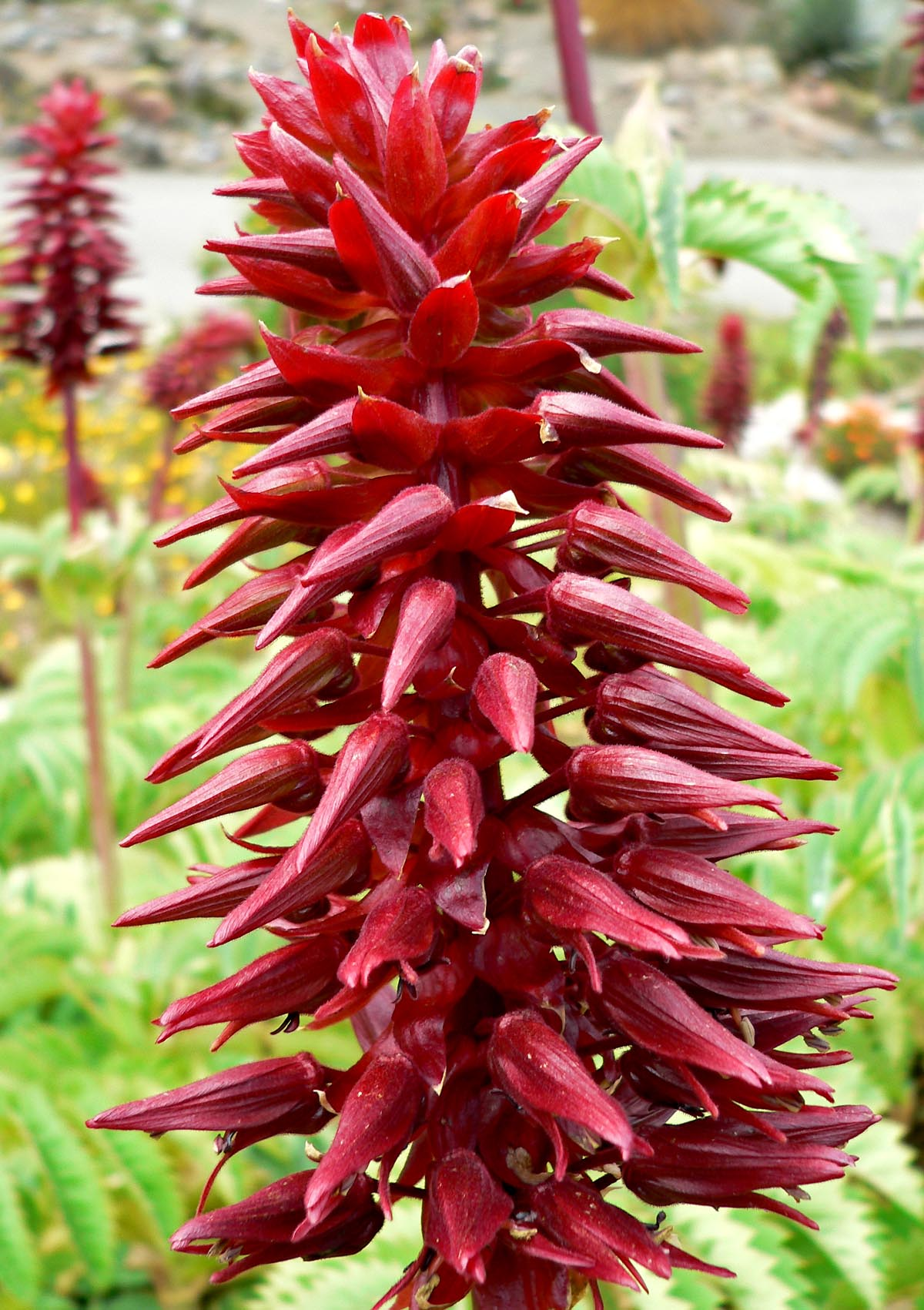
Blütenstand
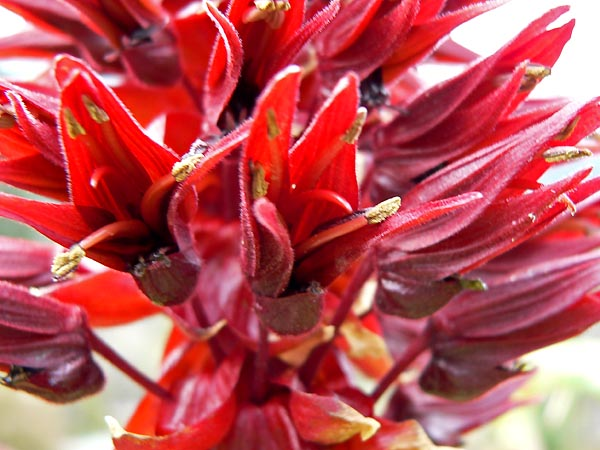
Ausschnitt des Blütenstandes und Blüten

Greyia radlkoferi:

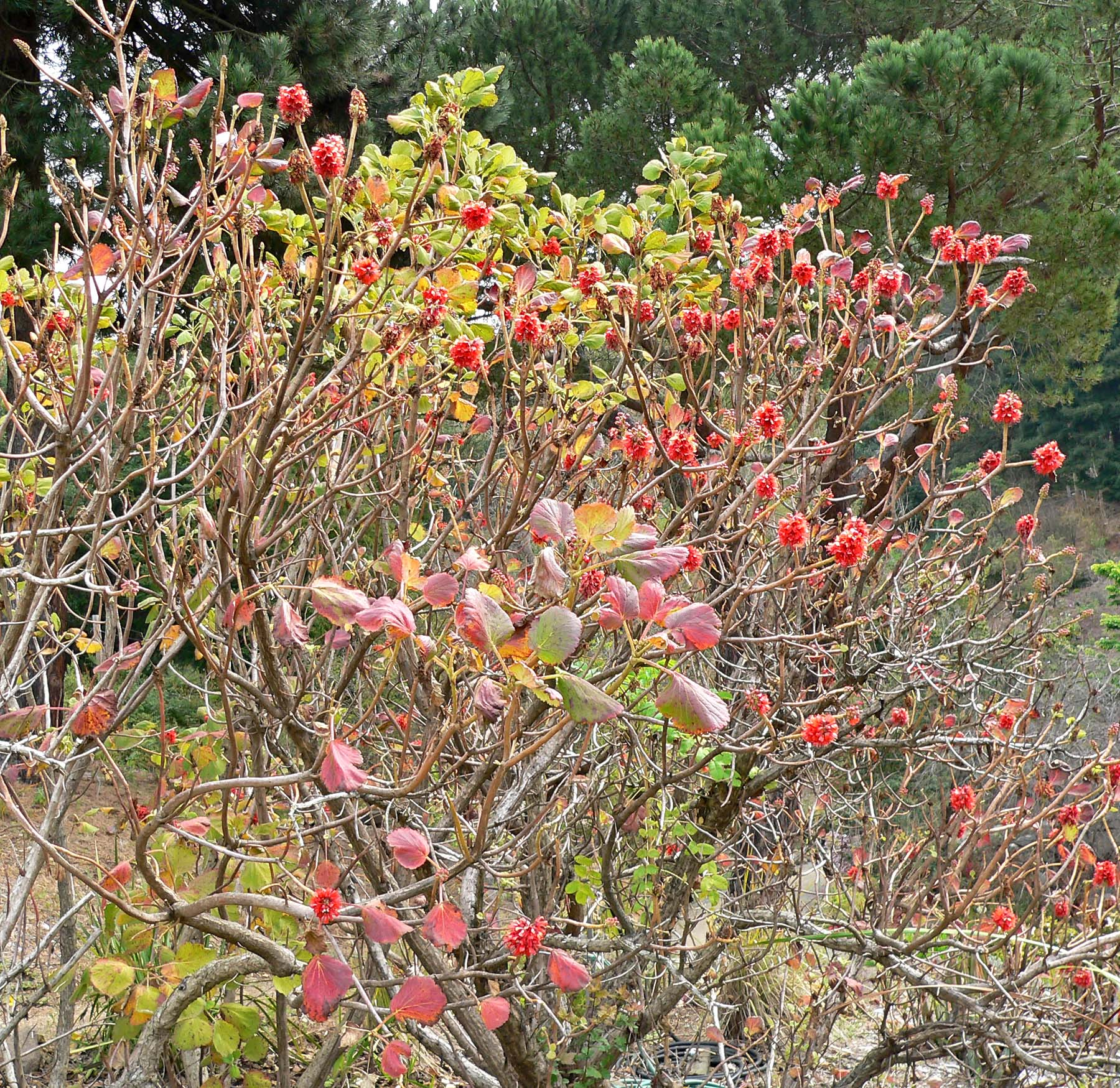
Habitus
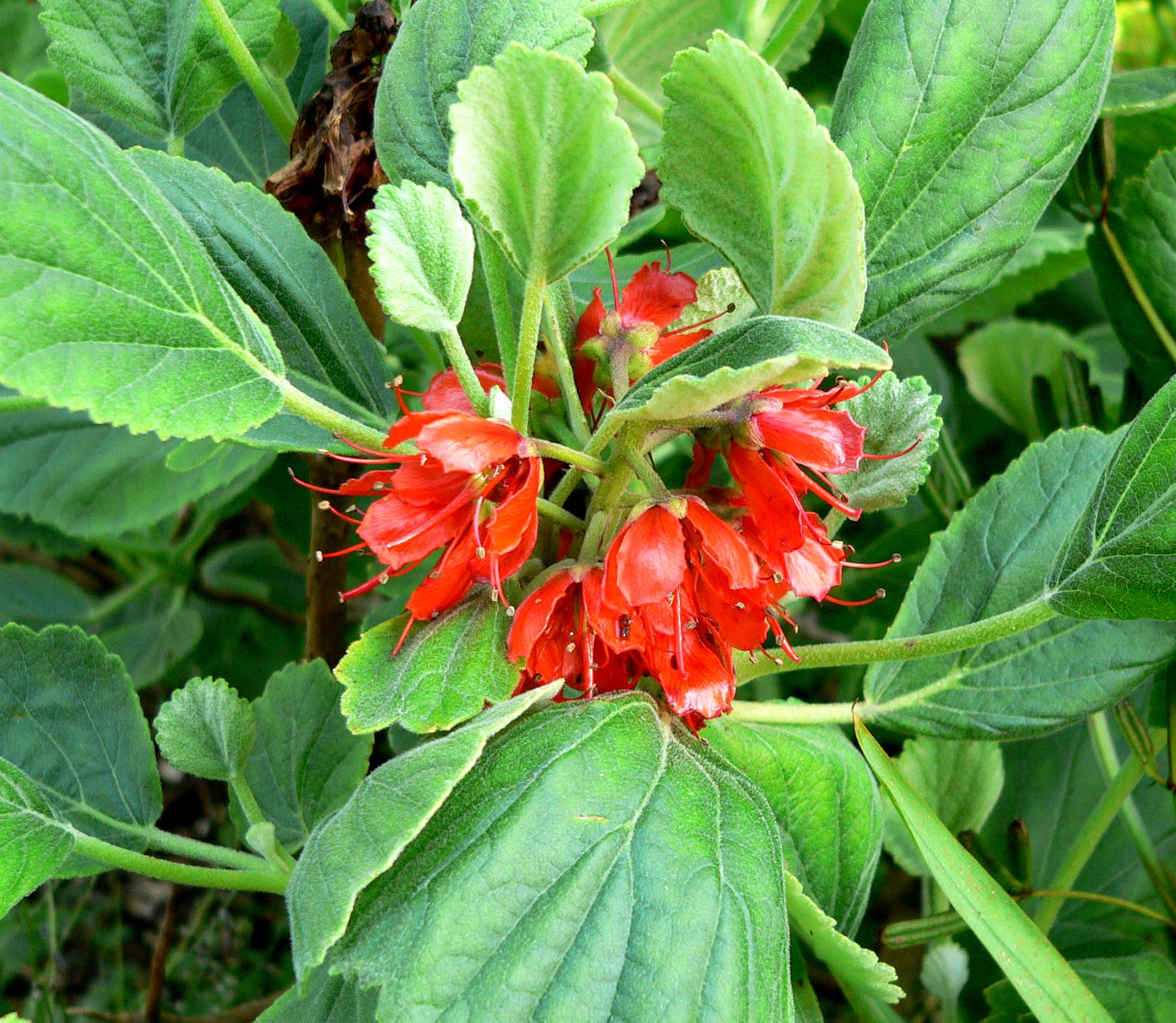
Zweig mit Blütenstand und Blättern
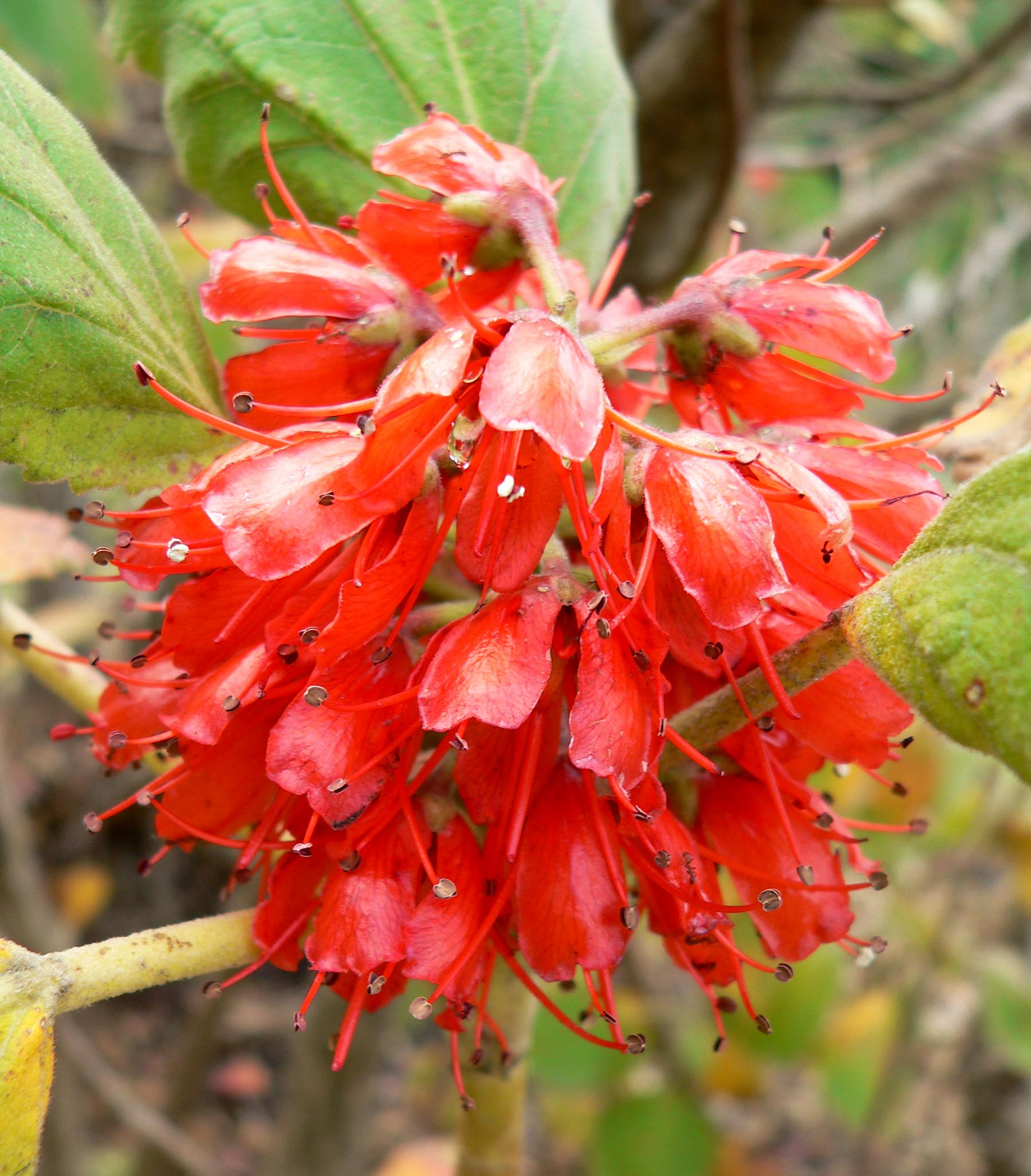
Blütenstand